# Acroneuroptila
Acroneuroptila is een geslacht van rechtvleugeligen uit de familie krekels (Gryllidae). De wetenschappelijke naam van dit geslacht is voor het eerst geldig gepubliceerd in 1959 door Baccetti.

## Soorten
Het geslacht Acroneuroptila omvat de volgende soorten:
- Acroneuroptila puddui Cadeddu, 1970
- Acroneuroptila sardoa Baccetti, 1959